# Escape from Mars

Escape from Mars est un téléfilm américano-canadien réalisé par Neill Fearnley, diffusé en 1999.

## Synopsis
L'histoire du premier vol pour Mars en 2016, où les pionniers doivent affronter les pannes informatiques et incompatibilités d'humeurs. Lorsqu'ils approchent enfin de leur but, des forces mystérieuses font leur apparition.

## Fiche technique
Source principale de la fiche technique :
- Titre original et francophone : Escape from Mars
- Réalisation : Neill Fearnley
- Scénario : Jim Henshaw et Peter Mohan
- Direction artistique : Cathy Cowan
- Musique : Peter Allen
- Décors : James Steuart
- Costumes : Darena Snowe
- Photographie : Peter F. Woeste
- Son :
- Montage : Paul Mortimer
- Production : Arvi Liimatainen et Michael J.F. Scott
  - Production associée : Georgene Smith
  - Production déléguée : Steve White
  - Production exécutive : Peter Lhotka
- Société de production : Credo Entertainment Group ()
- Distribution : United Paramount Network () et Viacom
- Budget :
- Pays :  États-Unis et  Canada
- Format : Couleur - 1,33:1 - Son : Stéréo
- Genre : Science-fiction
- Tournage : Au Manitoba,  Canada
- Durée : 100 minutes
- Date de diffusion : 
  -  États-Unis : 25 février 1999
  -  France : 10 décembre 2005 sur Sci Fi[3]

## Distribution
Source principale de la distribution :
| - Christine Elise : Lia Poirier, commandant - Peter Outerbridge : John Rank, commandant - Allison Hossack : Andrea Singer, chimiste de la mission - Michael Shanks : Bill Malone, architecte de la mission - Ron Lea : Jason, centre de commande - Kavan Smith : Sergei Andropov, biochimiste de la mission - David Kaye : Steve Yaffe - Peter Kelamis : Robert Poirer, le mari de Lia | - Julie Khaner : Gail McConnell, contrôleur - Tammy Isbell : Stephanie Rank, l'ex-femme de John - Arlene MacPherson : Remi - Aaron Pearl : Robert Singer - Jonathan Barrett : Richard Singer - Darrell Nicholson : Andy Singer - Sophia Sweatman : Amanda Singer - Tom Kenny : contrôleur de lancement |